# Estanyets del Castell
Els 'Estanyets del Castell són un conjunt de llacs d'origen glacial a 2.330 m d'altitud, al nord de lo Castell de Rus, en el terme municipal de la Torre de Cabdella, del Pallars Jussà, dins del seu terme primigeni. L'Estany Conca és el més gros.